# Vanwyksdorp
Vanwyksdorp ist ein Dorf mit etwa 833 Einwohnern in der Gemeinde Kannaland, Distrikt Garden Route, Provinz Westkap in Südafrika. Es liegt zwischen Ladismith (42 Kilometer westlich) und Calitzdorp. Die Anbindung an die 33 Kilometer entfernte R62 erfolgt über die nicht-asphaltierte R327.

## Geschichte
Die Stadt wurde 1838 gegründet und nach ihrem Gründer Gerrit Vanwyk benannt.

## Sehenswürdigkeiten
- Assegaay Bosch Game Reserve, acht Kilometer entfernt
- Gamkaberg Nature Reserve, zehn Kilometer entfernt